# La Promessa
«La Promessa» («La Promesa») es una canción creada e interpretada por Il Divo para su disco The Promise (2008), escrita por Jörgen Elofsson y Jorgen Kjell con música de Francesco Galtieri.

## Letra
La canción escrita en italiano habla sobre la voluntad que alguien se impone a cumplir, la promesa prometida a su amor.
Lo describe como un contrato en el que él/ella y su amor, se obligan la una con la otra a dar para la eternidad. 
También lo describe como un augurio bueno.

Parte de la letra dice:
| "Se non ci sei la luce delle stelle seguiró. Dove ci sei un mare li attraverseró. C’’é ogni movimento che. Soffia quella tua frafiliá sul mio destino" "Nel cielo nel sole. Ti porto questa vita e questo cuore. Sincera la promessa resterá. E qui ti aspetterá | Si no hubiera luz seguiré la de las estrellas. Donde hubiera un mar lo atravesaré. En cada movimiento. Sopla aquella fragilidad tuya sobre mi destino En el cielo en el sol. Te ofrezco esta vida y este corazón. Sincera la promesa quedará. Aquí te esperará. |